# Jüdischer Friedhof (Hartenfels)

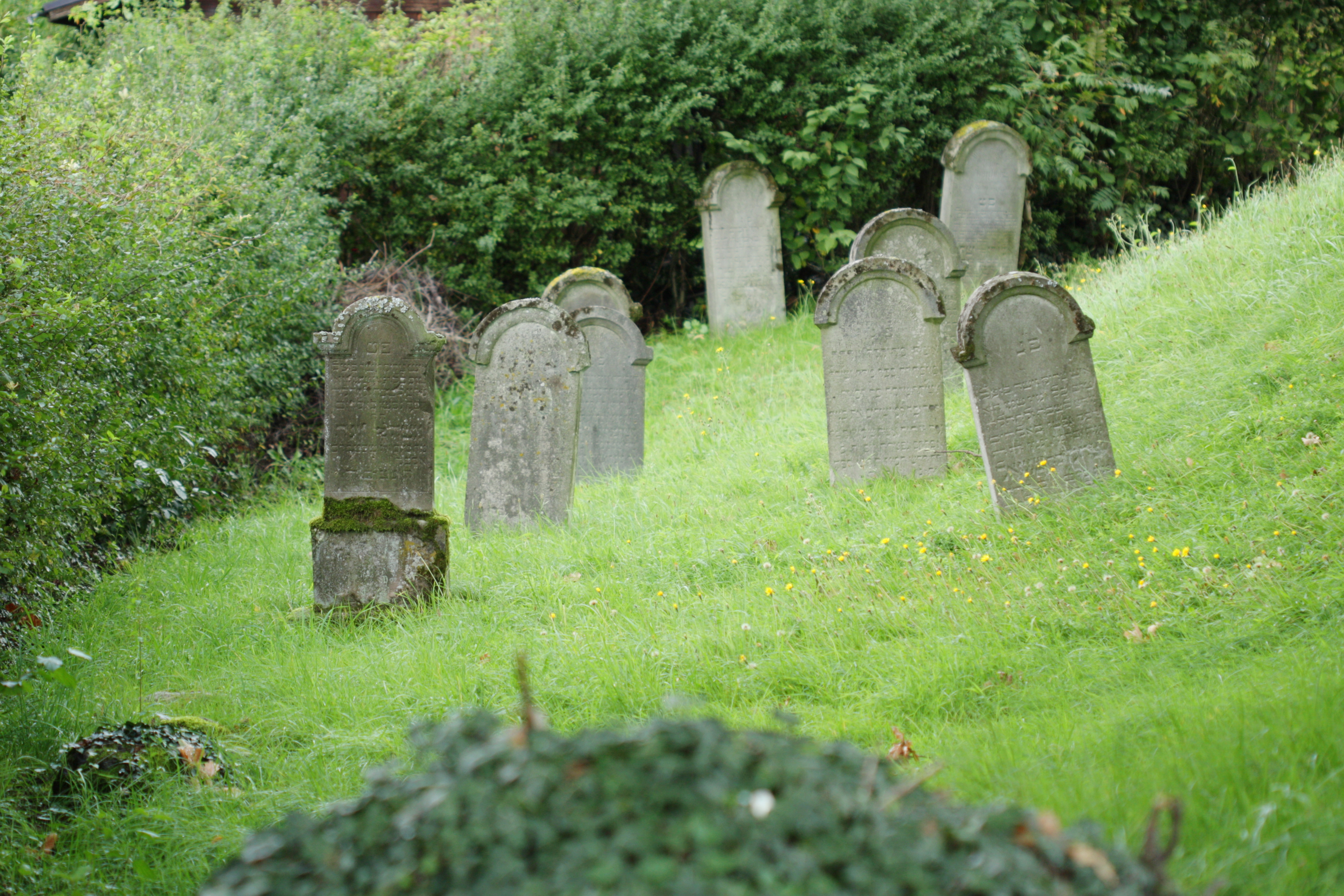
Jüdischer Friedhof in Hartenfels

Der Jüdische Friedhof in Hartenfels, einer Ortsgemeinde im Westerwaldkreis (Rheinland-Pfalz), wurde vermutlich in der ersten Hälfte des 19. Jahrhunderts angelegt. Errichtet wurde der Friedhof außerhalb des Ortskerns, er befindet sich jedoch heute in einem Wohngebiet. Der jüdische Friedhof liegt in der Kurfürstenstraße an der Einmündung zur Hochstraße. Er ist ein geschütztes Kulturdenkmal.

## Geschichte
Auf dem 8,05 ar großen Friedhof fanden bis 1905 Bestattungen statt. Bei der letzten Beerdigung handelte es sich um Esther Weinberg, die am 19. April 1905 in Hartenfels starb. Heute sind noch 25 Grabsteine (Mazewot) auf dem Friedhof erhalten.